# Championnats du monde de beach tennis 2014
Navigation
Édition précédente Édition suivante
Les championnats du monde de beach tennis 2014, sixième édition des championnats du monde de beach tennis, ont eu lieu du 1er au 3 août 2014 à Cervia, en Italie. Ils sont remportés par les Italiens Alessandro Calbucci et Marco Garavini chez les hommes et les Italiennes Federica Bacchetta et Sofia Cimatti chez les femmes.